# Umlach
Die Umlach ist ein rechter Zufluss am Mittellauf der in die Donau mündenden Riß nahe dem Jordanbad der Stadt Biberach an der Riß im Landkreis Biberach im südöstlichen Baden-Württemberg. Auf ihrem etwa 23 km langen Weg fließt sie am Oberlauf nach Südwesten, auf dem Mittel- und Unterlauf nördlich bis nordwestlich.

## Geographie

### Verlauf

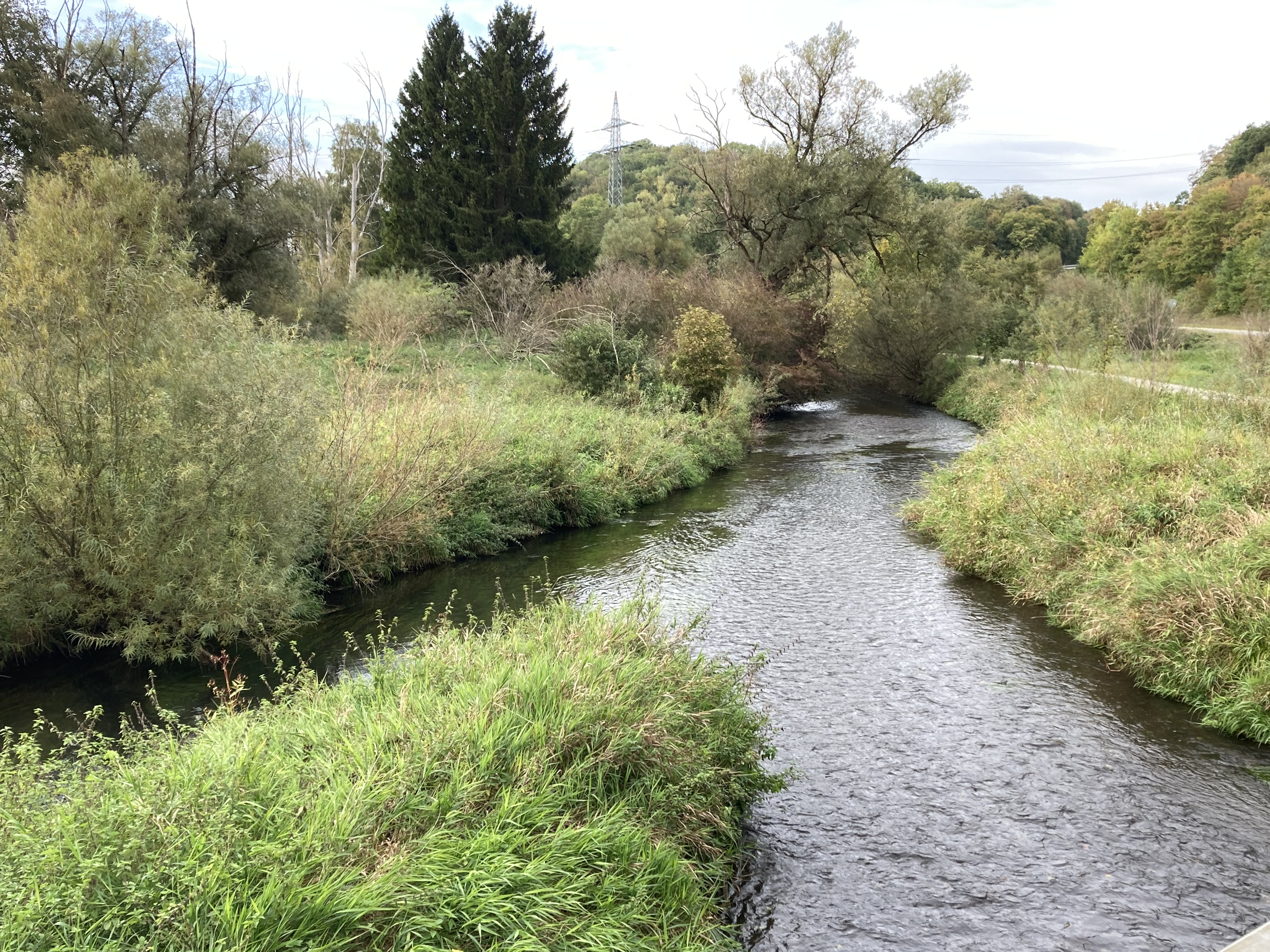
Mündung der Umlach in die Riß

Die Umlach entsteht südwestlich von Füramoos in der Nähe der Aussiedlerhöfe Simmers und fließt in südwestlicher Richtung nach Hummertsried. Nachdem sie an Ampfelbronn vorbeigeflossen ist, quert sie das Weite Ried und verlässt in einem weiten Bogen den Landkreis Biberach. Nun fließt sie rund einen Kilometer durch den Landkreis Ravensburg und bekommt hier Zufluss aus dem Süden vom zuletzt Osterhofer Ach genannten Haisterbach. Der Bogen gibt der Umlach eine neue Fließrichtung, ab dort läuft sie nach Norden. Vorbei an Mühlhausen (Eberhardzell) geht es nun nach Eberhardzell. Dieses wird durchflossen, wohingegen flussabwärts Fischbach (Ummendorf) umflossen wird, bevor die Umlach kurz darauf Ummendorf erreicht. Nachdem sie den Ort verlassen hat, befindet sich die Umlach im Nahbereich der Bundesstraßen 30, 312, 465. Damit einher geht eine starke anthropogene Veränderung des Flusslaufs, da sich hier das Jordanei (Kreuzung der Bundesstraßen in einem ovalen Kreisverkehr, benannt nach dem nahe gelegenen Jordanbad) befindet. Im Bereich des Jordanbades mündet der Reichenbach von rechts in die Umlach, bevor diese unmittelbar darauf, wiederum von rechts und kurz vor Biberach, unter den Straßen hindurch in die Riß geleitet wird.

### Zuflüsse und Seen
Hierarchische Liste der Zuflüsse und  Seen, jeweils von der Quelle zur Mündung.
Auswahl.
Ursprung der Umlach auf etwa 677 m ü. NHN zwischen den Höfen Simmers und Evahof der Gemeinde Eberhardzell am Nordrand des Waldes Hohe Tanne. Die Umlach läuft auf ihren ersten knappen Kilometer südwärts, nimmt dann von links den kurzen Abfluss eines Umlachursprung genannten kleinen Quelltümpels auf und wendet sich dort auf südwestlichen Lauf.
- Triebwerkskanal Braig, von links auf 624,0 m ü. NHN bei Eberhardzell-Egatweiler, ein Seitenkanal und 597 m lang.[1]
- Mühlbach, von links und insgesamt Süden auf 608,4 m ü. NHN bei Eberhardzell-Ampfelbronn, 5,1 km und 12,0 km². Entsteht auf etwa 740 m ü. NHN südsüdwestlich von Bad Waldsee-Graben.
  - Lochgraben, von rechts und Ostnordosten auf etwa 635 m ü. NHN in Bad Wurzach-Eggmannsried, 3,9 km. Entsteht auf etwa 694 m ü. NHN westlich von Bad Wurzach-Schwende im Ried.
  - Faulgraben, von rechts und auf etwa 633 m ü. NHN in Eggmannsried, 2,6 km. Entsteht auf etwa 695 m ü. NHN in Bad Wurzach-Wolfartsweiler.
- Osterhofer Ach, Am Oberlauf hat er auch den lokalen Namen Haisterbach, von links und Südsüdwesten auf 599,4 m ü. NHN nahe Bad Wurzach-Mauchenmühle, 8,5 km und 19,7 km². Entsteht auf etwa 683 m ü. NHN südsüdöstlich von Bad Waldsee-Hittisweiler jenseits des Römerbühls.[2]
An diesem Zufluss wendet sich die Umlach auf nördlichen Lauf.
  - Ehrensberger Bach, von rechts und Nordosten vor Hittisweiler auf etwa 667 m ü. NHN vor Hittisweiler, 1,5 km und ca. 0,6 km². Entsteht auf etwa 718 m ü. NHN bei Ehrensberg im Scheibenholz.
  - (Bach aus den Grometsäckern), von links und Süden auf etwa 662 m ü. NHN in Hittisweiler, 1,3 km und ca. 1,2 km². Entsteht auf etwa 677 m ü. NHN in der Kürze.
  - Guter Brunnenbach, von rechts und Ostsüdosten auf 642 m ü. NHN vor Haisterkirch, 1,0 km und ca. 0,4 km². Entsteht auf etwa 710 m ü. NHN südlich von Haisterkirch im Geißgraben im Wald Hoher Rain.
    -  Passiert über ein halbes Dutzend Teiche meist links am Lauf zwischen 680 und 650 m ü. NHN, zusammen 0,5 ha.

  - Tobelbach (Osterhofer Ach/Bannholz), von rechts und Südosten auf etwa 632 m ü. NHN bei Haisterkirch, 1,1 km und ca. 0,9 km². Entsteht auf etwa 695 m ü. NHN nahe dem Rand des Banholzes.
  - Fockentalbach, von rechts und Südosten auf etwa 629 m ü. NHN nach Haisterkirch, 0,6 km und ca. 0,5 km². Entsteht auf unter 670 m ü. NHN am nordöstlichen Ortsrand von Haisterkirch.
  - Hittelkoferbach, von rechts und Südosten auf 618,4 m ü. NHN aus Hittelkofen, 1,1 km und ca. 0,4 km². Entsteht auf etwa 713 m ü. NHN im Oberen Holz.
  - Osterhofer Bach, von rechts und Südosten auf etwa 611 m ü. NHN in Osterhofen, 1,3 km und ca. 0,7 km². Entspringt auf bis zu 695 m ü. NHN mehreren Quellen im Waldgewann Vorderer Berg.
Bis zu diesem Zufluss heißt der Bach auch Haisterbach.
    -  Entwässert und speist acht Kleinteiche und zwei größere vor und in Osterhofen, zusammen unter 0,2 ha.

  - Tobelbach (Osterhofer Ach/Hinterer Berg), von rechts und Osten auf etwa 609 m ü. NHN nach Osterhofen, 1,8 km und ca. 1,5 km². Entsteht auf etwa 690 m ü. NHN am östlichen Flurrand des Waldes Hinterer Berg.
- Brunnenbach, von rechts nahe Ritzenweiler
- Bidumbach, von rechts bei Ritzenweiler
- Amselgraben, von rechts bei Ritzenweiler
- Nudelbach, von links bei Kappel
- Widumwäldlegraben, von links bei Sonnenhof
- Mühlbach, von links in Eberhardzell, ein Seitenkanal und 485 m lang.[3]
- Romersbach, von rechts am Ortsende von Eberhardzell. Oberlaufname Dietenwenger Bach bis nach Dietenwengen
  - Romerbach (!), von links in den Abschnitt Dietenwenger Bach vor Dietenwengen
  -  Durchfließt auf etwa 624 m ü. NHN einen Weiher in Dietenwengen, über 0,3 ha.
  - Bühlriedgraben, von rechts nach Dietenwengen am Namenswechsel
  - NN-VU-6 (Bach aus dem Schorrenwald), von rechts gegenüber Hedelberg, 791 m lang.[4]
  -  Passiert auf etwa 585 m ü. NHN je einen Weiher rechts und links am Lauf nach Allgaierhof, jeweils etwa 0,1 ha.
- Talgraben, von rechts bei Awengen. Auengraben.
- Wannenwaldgraben, von links gegenüber Fischbach
- Scheerbach oder Schorrenbach oder Buchwaldgraben, von rechts bei Fischbach
- Tobelbach, von rechts auf 544,8 m ü. NHN in Fischbach
  - Kesseltalgraben, von rechts am Ortsanfang von Fischbach
- Triebwerkskanal Sägerei Fischbach, von links bei Fischbach, Ein Seitenkanal mit einer länge von 0,22 km.[5]
- Triebwerkskanal Hammerschmiede, von links bei Hammerschmiede. Geht zuvor nach links ab.
- Mühlraingraben, von rechts bei Ummendorf
- Breitenlohgraben, von rechts bei Ummendorf
- Reichenbach, von rechts am Jordanbad
  - (Bach aus dem Brühl), von links bei Reichenbach
  - Tannwinkelgraben, von rechts zwischen Reichenbach und Jordanbad
    -  Durchfließt auf etwa 557 m ü. NHN einen Stauweiher im Wald Tannwinkel, über 0,2 ha.

Mündung der Umlach von rechts und zuletzt Südosten auf etwa 534 m ü. NHN gegenüber dem Rißesee. Die Umlach ist 23,0 km lang und hat ein 93,8 km² großes Einzugsgebiet.

## Wasserkraft
Entlang der Umlach und ihrer Kanäle sowie an einem ihrer Zuflüsse befinden sich mehrere Wasserkraftwerke mit einer Gesamtleistung von 66 kW :
- Getreidemühle Braig (Egratweiler, Eberhardzell): Ein Ausleitungskraftwerk am Triebwerkskanal Braig, das eine Fallhöhe von 6,56 m bei einem mittleren Abfluss von 0,096 m³/s nutzt. Installierte Leistung: 5 kW.[6]
- WKA Ströbele, ehem.Sägewerk an der Umlach in Fischbach (Westrand von Fischbach, Ummendorf): Ein Ausleitungskraftwerk am Triebwerkskanal Säge Fischbach, das eine Fallhöhe von 2,91 m hat und einen mittleren Abfluss von 1,013 m³/s nutzt. Installierte Leistung: 29 kW.[7]
- WKA Mauz, Hammerschmiede Umlach, T36 (Hammerschmiede, Ummendorf): Ein Ausleitungskraftwerk am Triebwerkskanal Hammerschmiede, mit einer Fallhöhe von 3,58 m und einem mittleren Abfluss von 1,023 m³/s nutzt. Installierte Leistung: 18 kW.[8]
- WKA Köberle, Umlach, Ummendorf (Ummendorf): Ein Flusskraftwerk direkt an der Umlach, das eine Fallhöhe von 2,5 m bei einem mittleren Abfluss von 1,057 m³/s hat. Installierte Leistung: 14 kW.[9]
- WKA Krattenmacher, Umlach, Eberhardzell (Eberhardzell): Ein Flusskraftwerk am Mühlbach, einem Zufluss der Umlach, das außer Betrieb und stillgelegt ist. Es hatte eine Fallhöhe von 2,25 m und einen mittleren Abfluss von 0,769 m³/s.[10]